# 奧斯特羅熱茨 (羅夫諾州)
參數所指定的目標頁面不存在，建議更正成存在頁面或直接建立下列一個頁面（建立前請先搜尋是否有合適的存在頁面可以取代）：
- 奧斯特羅熱茨

50°40′18″N 25°33′10″E / 50.67167°N 25.55278°E

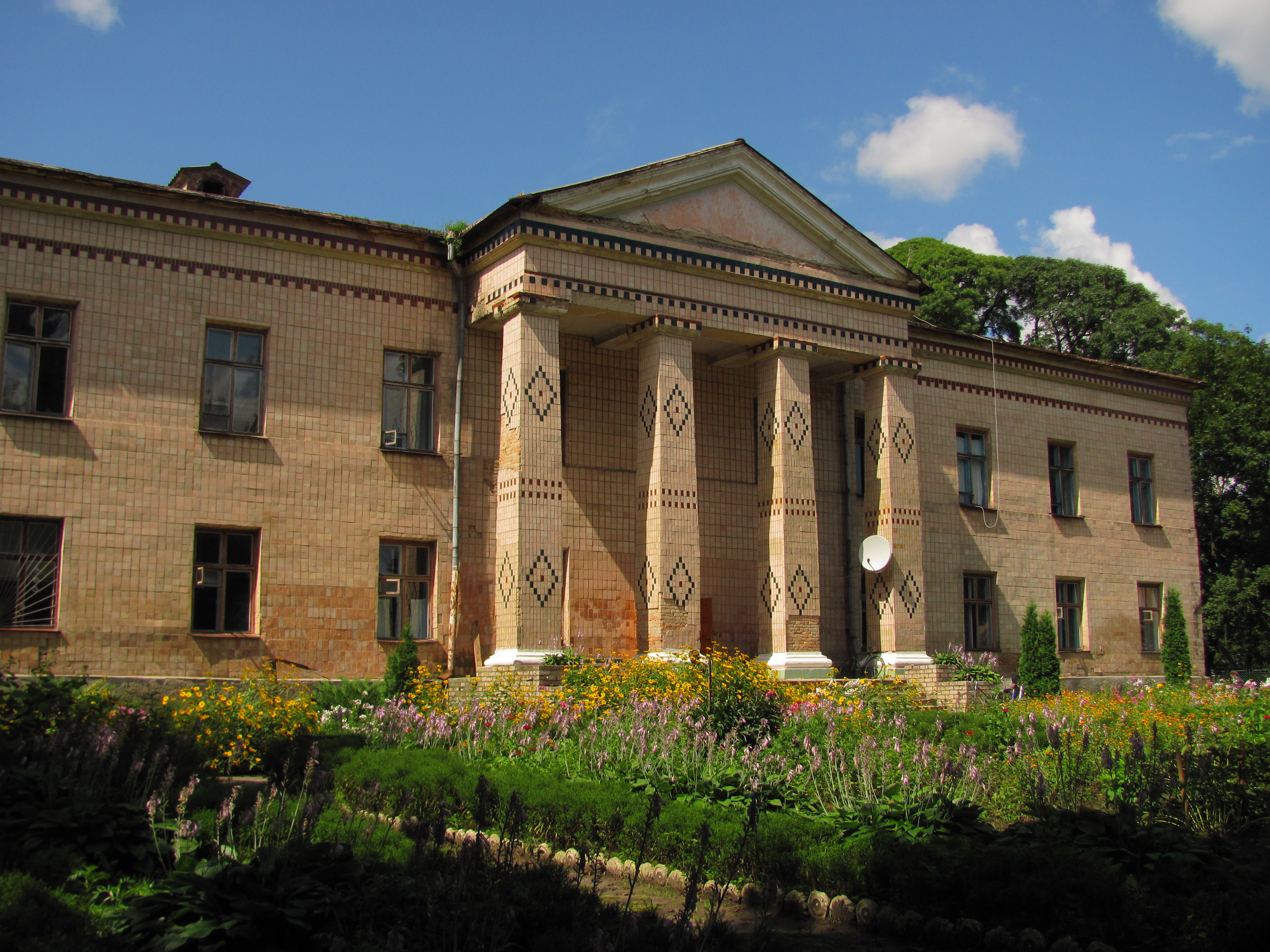

奧斯特羅熱茨（羅馬化：Ostrozhets）是烏克蘭西部羅夫諾州杜布諾區奥斯特罗热茨市镇内的村落及其行政中心。始建於1528年，面積23.4平方公里，海拔高度216米，2001年人口3,280，人口密度每平方公里112.1人。